# Ілой (Аризона)
Ілой (англ. Eloy) — місто (англ. city) в США, в окрузі Пінал штату Аризона. Населення — 15 635 осіб (2020).

## Географія

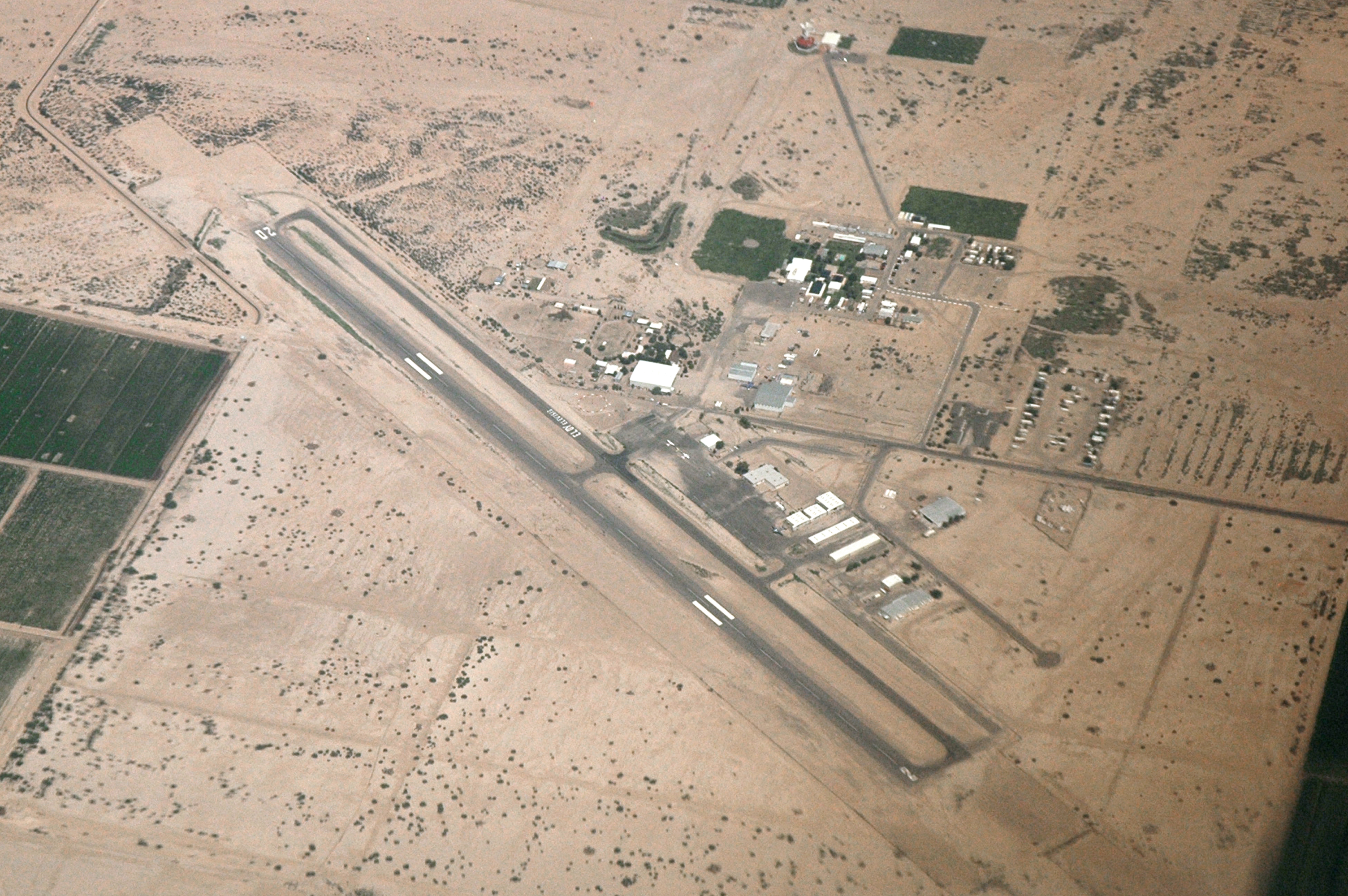
Ілойський муніципальний аеропорт

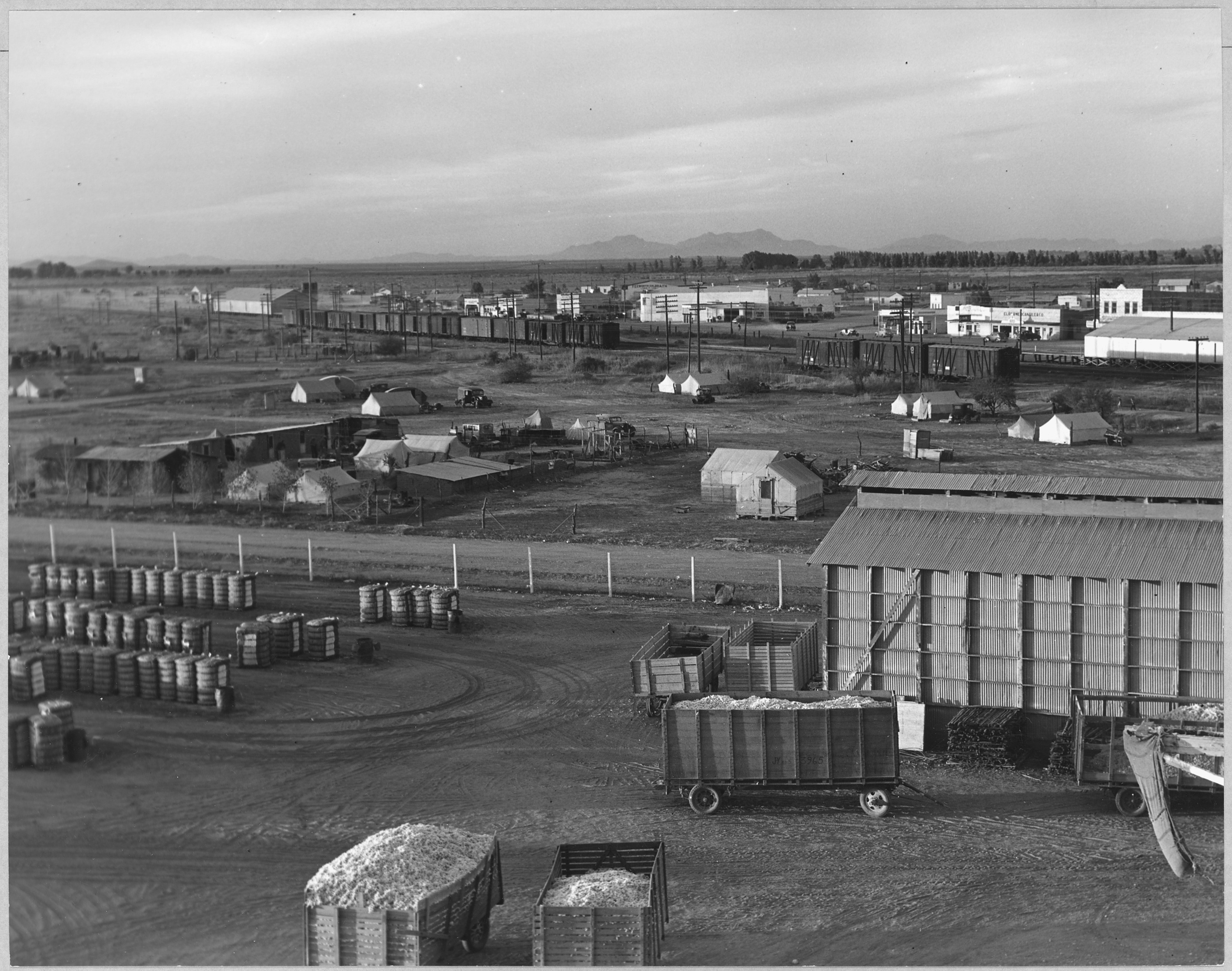
Табір збирачів бавовни поруч з Ілоєм. Світлина Доротеї Ланж, 1940 рік.

Ілой розташований за координатами 32°44′35″ пн. ш. 111°35′55″ зх. д. / 32.74306° пн. ш. 111.59861° зх. д. (32.743112, -111.598480). За даними Бюро перепису населення США в 2010 році місто мало площу 288,96 км², з яких 288,81 км² — суходіл та 0,16 км² — водойми.
Ілой знаходиться в Центрально-Західній частині округу Пінал у 50 хвилинах їзди на південь від муніципального району Фінікс-Меса-Скоттсдейл.

## Історія
Спільнота була названа Південною Тихоокеанською залізницею, яка побудувала тут стрілку на початку 1900-х років. Назва Ілой походить від європейського імені, яке означає «обраний».

## Інфраструктура
Місто пропонує різноманітний спектр суспільних послуг, включаючи бібліотеку, аеропорт, три бази відпочинку, вісім парків, плавальний басейн, чотири тенісних корти, два волейбольні майданчики, парк скейтбордів.

## Демографія
Згідно з переписом 2010 року, у місті мешкала 16 631 особа в 2984 домогосподарствах у складі 2290 родин. Густота населення становила 58 осіб/км². Було 3691 помешкання (13/км²).
Расовий склад населення:
| - 41,2 % — білих - 10,1 % — чорних або афроамериканців - 5,8 % — вихідців з тихоокеанських островів - 4,5 % — азіатів - 3,4 % — корінних американців - 31,9 % — осіб інших рас |

До двох чи більше рас належало 3,0 %. Частка іспаномовних становила 58,0 % від усіх жителів.
За віковим діапазоном населення розподілялося таким чином: 17,9 % — особи молодші 18 років, 75,6 % — особи у віці 18—64 років, 6,5 % — особи у віці 65 років та старші. Медіана віку мешканця становила 32,7 року. На 100 осіб жіночої статі у місті припадало 233,2 чоловіків; на 100 жінок у віці від 18 років та старших — 287,1 чоловіків також старших 18 років.
Середній дохід на одне домашнє господарство становив 40 237 доларів США (медіана — 31 033), а середній дохід на одну сім'ю — 45 123 долари (медіана — 36 571). Медіана доходів становила 31 318 доларів для чоловіків та 26 750 доларів для жінок. За межею бідності перебувало 36,2 % осіб, у тому числі 58,1 % дітей у віці до 18 років та 14,0 % осіб у віці 65 років та старших.
Цивільне працевлаштоване населення становило 2982 особи. Основні галузі зайнятості: освіта, охорона здоров'я та соціальна допомога — 21,5 %, роздрібна торгівля — 12,7 %, мистецтво, розваги та відпочинок — 9,8 %, виробництво — 9,3 %.